# Chinchilla
Chinchila (phiên âm /ʈʃɪnˡʈʃɪǀə/) hay còn gọi là sóc sin-sin là một loài động vật gặm nhấm hoạt động về đêm (chỉ ra ngoài hoạt động từ lúc hoàng hôn đến bình minh), có kích thước lớn hơn sóc đất (ground squirrel) một chút và cũng khỏe hơn, có nguồn gốc tư dãy núi Andes ở Nam Mỹ. Chúng sống theo bầy đàn ở độ cao khá lớn so với mực nước biển (lên đến 4.270 m). Về mặt lịch sử, chúng sống ở dãy núi Andes thuộc Bolivia, Chile, và Peru, nhưng ngày nay chỉ còn thấy những bầy đàn sống trong tự nhiên tại Chile. Cùng với họ hàng viscacha của mình, chúng tạo thành họ (sinh học) Chinchillidae.
Chinchilla theo nghĩa đen là chincha nhỏ, được đặt theo tộc người Chincha ở Andes, những người trước đây thường mặc bộ lông dày và có đặc tính giống nhung của chúng. Đến cuối thế kỷ 19, chinchilla đã trở nên khá hiếm bởi nạn săn bắn để lấy bộ lông cực mềm của chúng. Ngày nay, hầu hết nguồn lông chinchilla phục vụ cho ngành công nghiệp thời trang là từ chinchilla nuôi nhốt.

## Các loài Chinchilla

So sánh hai loài chinchilla

Có hai loài chinchilla là Chinchilla chinchilla (tên trước đây là Chinchilla brevicaudata) và Chinchilla lanigera. Có những khác biệt nhỏ dễ thấy giữa hai loài này, C. chinchilla có tai và đuôi ngắn hơn, vai và cổ đậm hơn C. lanigera. Loài C. chinchilla ngày nay phải đối mặt với nguy cơ tuyệt chủng; loài C. lanigera tuy hiếm nhưng vẫn có thể được tìm thấy trong tự nhiên. Chinchilla nuôi trong nhà được cho là thuộc loài C. lanigera.